# ATP Champions Tour 2013

Das Logo der ATP Champions Tour 2013

Im Folgenden werden die Turniere der Herrentennis-Saison 2013 (ATP Champions Tour) dargestellt. Sie wurde wie die ATP World Tour und die ATP Challenger Tour von der Association of Tennis Professionals organisiert.

## Turnierplan
| Datum  | Ort          | Turnier                                             | Belag1        | Sieger           | Zweiter            | Dritter                                | Vierter                                |
| ------ | ------------ | --------------------------------------------------- | ------------- | ---------------- | ------------------ | -------------------------------------- | -------------------------------------- |
| 22.02. | Delray Beach | The Delray Beach International Tennis Championships | Hartplatz     | Carlos Moyá      | John McEnroe       | Aaron Krickstein                       | Mats Wilander                          |
| 12.03. | Stockholm    | Kings of Tennis by Index International              | Hartplatz (i) | Stefan Edberg    | John McEnroe       | Magnus Larsson                         | Mats Wilander                          |
| 19.06. | Edinburgh    | Champions of Tennis                                 | Hartplatz     | Thomas Enqvist   | Mark Philippoussis | Tim Henman & Carlos Moyá2              | Tim Henman & Carlos Moyá2              |
| 15.08. | Knokke-Heist | The Optima Open                                     | Hartplatz     | Goran Ivanišević | Guy Forget         | Richard Krajicek & Henri Leconte2      | Richard Krajicek & Henri Leconte2      |
| 04.12. | London       | Statoil Masters Tennis                              | Hartplatz     | Patrick Rafter   | Tim Henman         | Goran Ivanišević & Mark Philippoussis2 | Goran Ivanišević & Mark Philippoussis2 |

- 1 Das Kürzel „(i)“ (= indoor) bedeutet, dass das betreffende Turnier in einer Halle ausgetragen wird.
- 2 Das Spiel um den dritten Platz wurde nicht ausgetragen, jeder Spieler erhielt 175 Punkte für die Rangliste.

## Rangliste
| 1.  | John McEnroe       | Vereinigte Staaten     | 680 |              |
| 2.  | Goran Ivanišević   | Kroatien               | 655 | Knokke-Heist |
| 3.  | Carlos Moyá        | Spanien                | 575 | Delray Beach |
| 4.  | Mark Philippoussis | Australien             | 555 |              |
| 5.  | Thomas Enqvist     | Schweden               | 480 | Edinburgh    |
| 6.  | Tim Henman         | Vereinigtes Königreich | 475 |              |
| 7.  | Patrick Rafter     | Australien             | 400 | London       |
| 7.  | Stefan Edberg      | Schweden               | 400 | Stockholm    |
| 9.  | Guy Forget         | Frankreich             | 300 |              |
| 9.  | Mats Wilander      | Schweden               | 300 |              |
| 11. | Henri Leconte      | Frankreich             | 230 |              |
| 12. | Richard Krajicek   | Niederlande            | 200 |              |
| 12. | Magnus Larsson     | Schweden               | 200 |              |
| 12. | Aaron Krickstein   | Vereinigte Staaten     | 200 |              |
| 15. | Greg Rusedski      | Vereinigtes Königreich | 160 |              |
| 16. | Mikael Pernfors    | Schweden               | 80  |              |
| 16. | Fabrice Santoro    | Frankreich             | 80  |              |
| 16. | Pat Cash           | Australien             | 80  |              |

### Punkte-Aufschlüsselung
| Sieg     | Finale   | Dritter  | Vierter  | Viertelfinale |
| -------- | -------- | -------- | -------- | ------------- |
| 400 Pkt. | 300 Pkt. | 200 Pkt. | 150 Pkt. | 80 Pkt.       |